# Contea di Moorabool
La contea di Moorabool è una local government area che si trova nello Stato di Victoria. Si estende su una superficie di 2.110 chilometri quadrati e ha una popolazione di 28.124 abitanti. La sede del consiglio si trova a Ballan.